# Верхнесамарский заказник
Верхнесамарский заказник — ботанический заказник местного значения. Находится в Краматорском районе Донецкой области возле села Никольское. Статус заказника присвоен решением областного совета № XXII/14-38 от 30 сентября 1997 года. Площадь — 168,3 га. Территория заказника — разнотравно-типчаково-ковыльная степь, где произрастает 5 видов растений, занесённых в Красную книгу Украины.